# Sveta Agata
Sveta Agata,  je krščanska svetnica, devica in mučenka grškega rodu; * okrog 231 po Kr. r., Catania, † 6. februar 251, Catania (Sicilija, Rimsko cesarstvo)

## Življenje
Sveta Agata je bila deviška mučenka iz 3. stoletja po Kristusu. Doma je bila v Cataniji na Siciliji, kjer se je rodila okrog 231. Njeni starši so bili ugledni in premožni meščani. Bila je vzgojena v veri v odrešenje človeštva po Jezusu Kristusu.
Njeno srce je občutilo tako veliko ljubezen do Odrešenika, da se je kot mlado dekle odločila, da bo njemu v čast živela deviško. Že zgodaj se je odlikovala po izredni lepoti in cesarjev namestnik Kvintijan jo je zasnubil, vendar ga je zavrnila, češ da je kristjanka. V onemogli jezi jo je za 30 dni izročil zvodnici, da bi jo omehčala in pripravila do tega, da opusti čisto življenje. Agata se je zatekla k molitvi in dobila moči, da je vztrajala . Ker je tedaj izšel odlok rimskega cesarja Decija (249 - 251) zoper kristjane, jo je Kvintijan ovadil kot kristjanko in so jo vrgli v ječo. Sodnik jo je vprašal: »Kakšnega rodu si?« Agata je odgovorila: »Moj rod je svoboden in plemenit, o tem priča vse moje sorodstvo.« Sodnik nato: »Če si svobodna in plemenita, zakaj si si zbrala nizko življenje sužnje?« Agata je razložila: »Biti Kristusov suženj, je najvišje plemstvo. » Sodnik jo je nato najprej obsodil na raztezanje udov in bičanje, potem pa so jo grozovito mučili. Z železnimi kavlji so ji trgali konce mesa in z ognjem žgali rane. Ker Agate to ni omajalo v stanovitnosti verovanja v Jezusa, ji je sodnik ukazal odrezati dojke. Nato so jo odvedli v ječo. Tu se ji je ponoči prikazal sveti Peter in ji vrnil zdravje. 

## Smrt in češčenje
Naslednji dan so Agato položili na žareče oglje in črepinje, tako da je kmalu - 6. februarja 251 - podlegla prehudim poškodbam in izdihnila svojo zvesto in junaško dušo.
Sveta Agata goduje 5. februarja po katoliškem in po pravoslavnem koledarju. Na slikah je po navadi upodobljena, kako drži na pladnju pred sabo svoji odrezani dojki. Ker pa so slikarji ta detajl po navadi narisali bolj sramežljivo, se je med preprostimi ljudmi marsikje razširilo prepričanje, da sta to dve štručki kruha.
Leto po Agatini smrti so med izbruhom Etne obupani prebivalci Catanije odnesli njen pajčolan proti gmotam lave in žareče morje lave se je ustavilo. Od tedaj sveto Agato častijo na Siciliji kot posebno zavetnico Catanie, poleg tega pa je sveta Agata še zavetnica zvonarjev, tkalcev in pastiric.
Maltežani so ji hvaležni, ker jih je 1551 rešila pred turškim vpadom. Njeno ime je prišlo v prvi mašni kanon. Priporočajo se ji pri boleznih na prsih, raku dojke, naplodnosti, potresu, ognju, naravnih ujm, vulkanskih izbruhov. Je zavetnica Malte, Malteškega viteškega reda, častijo jo mesta in pokrajine: San Marino,  Sicilija, Catania, Molise, Kanfanar, Novigrad v Istri. Priporočajo se ji livci zvonov, mučenci, peki, draguljari, žrtve posilstva in mučenja, dojilje, neporočene ženske. 